# Maria Kruseman

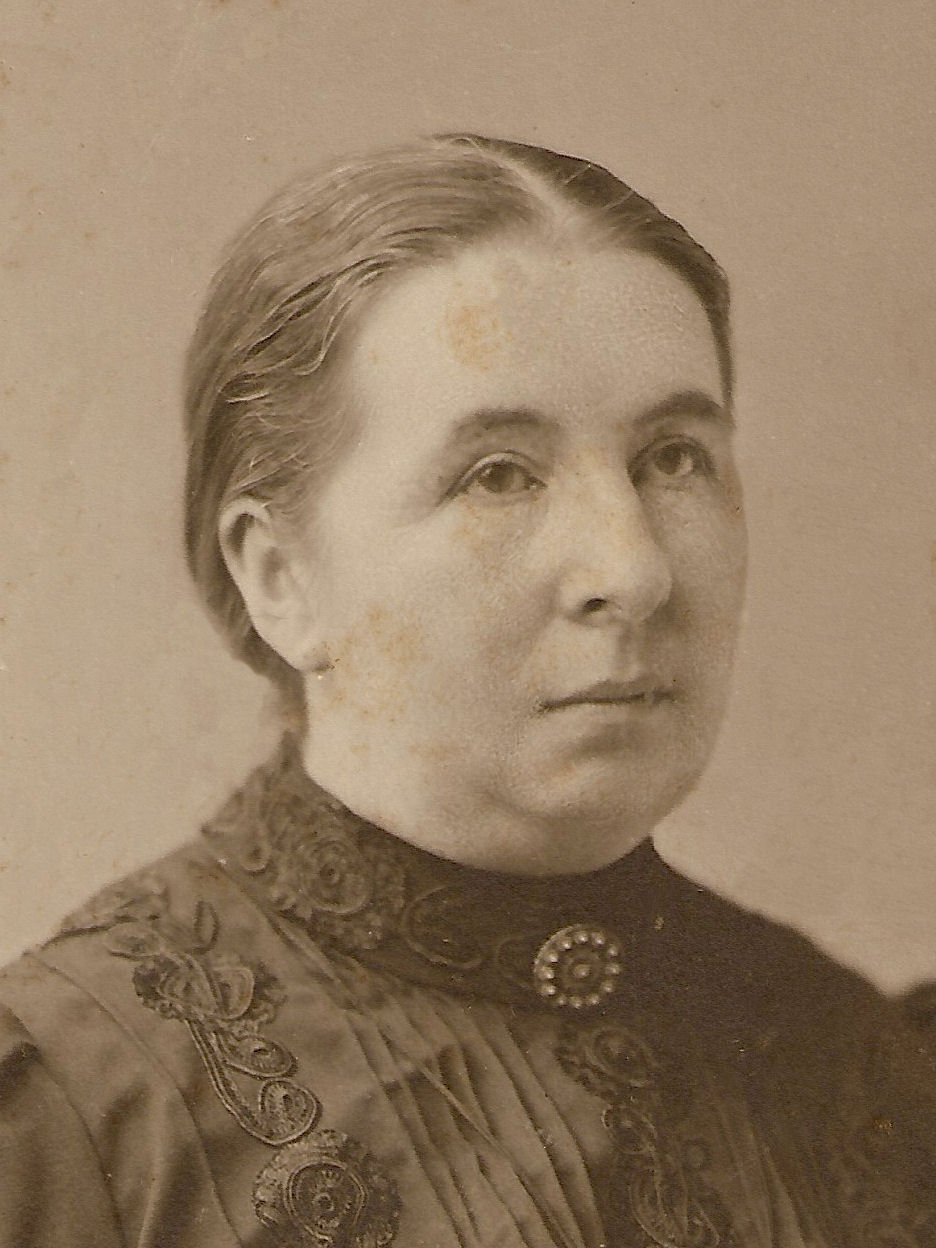
Maria Kam-Kruseman rond 1908

Maria Kruseman (Nieuwkoop, 14 juli 1862 – Helmond, 6 november 1950) was de eerste sociaal werkster van Nederland.

## Levensloop
Maria Kruseman werd in 1862 geboren als eerste kind van de remonstrants predikant Hendrik Lambertus (1831-1871) en Annette Jeanne Henriette Boissevain (1835-1894). Het gezin had vier kinderen, waaronder schrijfster Suzanne Kruseman (1864-1944) en jurist Jan Kruseman (1867-1949). Het gezin verhuisde in 1866 naar Delft en na het overlijden van Hendrik Lambertus naar Haarlem. Daar deed Kruseman in 1879 eindexamen aan de Meisjes-Burgerschool. Aanvankelijk wilde ze Middelbaar Nederlands gaan studeren, maar in plaats daarvan werd ze, net als haar moeder, lid van de Haarlemse Burgerverpleging en actief op sociaal terrein.
In 1883 vertrok Maria naar Delft, waar ze een baan had aangenomen als administratieve kracht bij de gist- en spiritusfabriek. Jacques van Marken, die het bedrijf in 1869 had opgericht was een vooruitstrevend en sociaal voelend mens. In 1880 had hij de afdeling Belangen van het Personeel in het leven geroepen en op deze afdeling ging Maria de administratie beheren. Dit betekende de zorg voor de "Vrijwillige Spaarkas", toezicht houden op het schoolbezoek van de kinderen van het personeel, inclusief het uitreiken van prijzen aan de kinderen zonder schoolverzuim, zorg voor het bedrijfsziekenfonds, een pensioenfonds, diverse cursussen en een huisvlijtschool voor jeugdige personeelsleden, een collectieve brandverzekering, en de redactie en publicatie van het weekblad "De Fabrieksbode". Verder had ze het beheer van de uitleenbibliotheek, en een lees- en gezelligheidslokaal dat ook als kantine dienstdeed en verzorgde het subsidiebeleid van de Harmoniekapel en de zangvereniging. Ook hield ze een soort "burgerlijke stand" bij en bemoeide zich met de speeltuin voor de arbeiderskinderen in het Agnetapark. In 1886 begon Maria Kruseman onder het pseudoniem "Airam" in "De Fabrieksbode" te schrijven. In datzelfde jaar werd op haar initiatief een naaischool voor de dochters van het personeel geopend. In 1885 werd Maria benoemd tot hoofdboekhoudster van de N.V. Gemeenschappelijk Eigendom, belast met de ingewikkelde boekhouding van de huur-, spaar- en aandelensystemen ten bate van het personeel. Zo groeit haar werk uit tot dat van een sociaal werkster, hoewel die term toen nog niet in gebruik was. Maria Kruseman wordt nu beschouwd als de eerste sociaal werkster van Nederland.
Op 20 september 1889 trouwde Kruseman in Haarlem met Jan Benjamin Kam (1860-1932), die een paar jaar eerder met het beheer van de N.V. Gemeenschappelijk Eigendom was belast. Het echtpaar verhuisde naar Helmond, waar Kam mededirecteur was geworden bij de Kon. Ned. Machinefabriek. v/h E.H. Begemann. Uit dit huwelijk werden 5 kinderen geboren.
Omstreeks 1910 raakte Maria Kam-Kruseman betrokken bij de Bond voor Vrouwenkiesrecht, waarvan haar nicht Mevrouw Boissevain-Pijnappel presidente was. Maar ze had meer belangstelling voor de sociale problemen in haar omgeving. Mede onder haar invloed riep haar man een soort bedrijfsraad in het leven om overleg met het personeel te plegen. Zelf deed ze zoveel ze kon voor arme mensen. In het bijzonder met Sinterklaas werden er kleren uitgedeeld, stukken katoen voor lakens, speelgoed en lekkers voor de kinderen, rijst, koffie, meel, speculaas, erwten, bonen, enz. Ook volgde ze met veel belangstelling een avond-cursus om literatuur te bestuderen van onder andere Ibsen en Bolland.
Tijdens de Eerste Wereldoorlog heeft Kruseman veel voor de Belgische vluchtelingen gedaan, die tijdens het beleg van Antwerpen met duizenden bij Bergen op Zoom Nederland binnenkwamen. Uit waardering hiervoor heeft de Belgische regering haar na afloop van de oorlog de Koningin Elisabeth medaille verleend.